# Дочь священника
Дочь священника (англ. A Clergyman’s Daughter) — второй роман Джорджа Оруэлла, написанный в 1935 году. Сам Оруэлл был крайне неудовлетворён этим произведением (также как и романом Да здравствует фикус!) и указал в завещании, что после его смерти этот роман не должен больше печататься.

## Сюжет
Главная героиня романа Дороти Хэйр — дочь провинциального священника, искренне верующая девушка, которая наказывает себя даже за малейший проступок: колет себя в плечо иглой или придумывает другие наказания. Она активно участвует в церковной и общественной жизни городка, в котором живет, страшась малейшего порицания или сплетен со стороны. При этом она поддерживала дружеские отношения с Варбуртоном, мужчиной, имевшим сомнительную репутацию и циничный для Дороти уклад жизни. Он пытался соблазнить Дороти, считая её набожность лишь лицемерием. 
Затем Дороти неожиданно теряет память, покидает дом и прибивается в Лондоне к компании бродяг, которые занимаются попрошайничеством и мелким воровством. Она совершенно забывает свою прошлую жизнь и веру, все христианские идеалы, её заботит теперь исключительно вопрос выживания. Постепенно память начала к ней возвращаться, и она отправила отцу письмо, в котором объяснила ему, что с ней случилось, но ответа от него не пришло. 
Тем временем отец Дороти, который поверил сплетням о том, что Дороти сбежала с Варбуртоном, связался со своим родственником в Лондоне и выслал ему денег, чтобы тот нашёл его дочь и приютил на некоторое время. Вскоре этот родственник отыскал девушку и устроил её учительницей в частную школу для девочек, в которой школьниц учат, в основном, лишь чистописанию, заучиванию наизусть сведений по географии и т.п.
Поначалу Дороти сдружилась со своими ученицами, увлекая их творческим подходом и расширяя их кругозор через классическую литературу, чем вызвала гнев родителей (после «неприличного» разъяснения при разборе «Макбета» о том, что означает, что Макдуф «из чрева матери ножом исторгнут»). После этого Дороти пришлось смириться с привычным для данной школы стилем преподавания, из-за которого ученицы ненавидели и учёбу, и самих учительниц. Вскоре владелица школы нашла девушке замену и уволила ее.
Оказавшись на улице, Дороти по счастливой случайности столкнулась с Варбуртоном, который заверил, что все слухи о ней опровергнуты и отец ждёт её домой.
Дороти возвращается к отцу и продолжает свой прежний пуританский образ жизни, за исключением полной утраты личной веры — теперь для неё такая жизнь всего лишь привычка, ничего более, и слишком поздно что-то менять.

## Литературный анализ
В этом романе Оруэлл пытается показать кризис веры человека: что при определённых обстоятельствах потеря веры в Бога будет безвозвратной и назад она может вернуться лишь в напускном обличье, пригодном лишь для того, чтобы не выделяться в маленьком городке.
Ответом на ее молитвы стал запах клея. Хотя она не сразу это поняла. Не сразу смогла осознать, что решит свою задачу не раньше, чем признает, что нет никакого решения; что, если у тебя кипит работа, конечная цель не так уж важна; что вера и безверие – почти одно и то же, если ты занят привычным делом, нужным и достойным. Дороти еще не могла выразить это в словах – только прожить. Возможно, когда-нибудь она найдет нужные слова, и это принесет ей утешение.